# Џон Едвард Греј
Џон Едвард Греј (енгл. John Edward Gray; 12. фебруар 1800 – 7. март. 1875) био је енглески зоолог, старији брат Џорџа Роберта Греја и син фармаколога и ботаничара Семјуела Фредерика Греја (1766–1828).
Греј је руководио зоолошким оделењем Британског музеја у Лондону од 1840. до краја 1874. године, пре него што је природњачка збирка издвојена и предата Природњачком музеју. Издао је неколико каталога музејских збирки, у којима је детаљно писао о вишим таксонима животиња и описивао нове врсте. Захваљујући њему, збирке енглеских природњачких музеја су међу најбољима у свету.

## Биографија
Рођен је у Волсолу, али се његова породица убрзо преселила у Лондон, где је студирао медицину. Помагао је свом оцу у писању дела "The Natural Arrangement of British Plants" (1821). Након што је Линеово друштво Лондона, одбило да га прими у чланство, преусмерио је своја интересовања са ботанике на зоологију. И раније је као 15-о годишњи дечак показао интересовање за зоологију, када је за Британски музеј прикупљао инсекте. Запослио се у зоолошком одељењу Британског музеја 1824. када је учествовао у каталогизацији збирке гмизаваца, заједно са Џорџом Џоном Чилдреном. Од Џорџа Џона Чилдрена је 1840. преузео руковођење одељењем и на тој позицији се задржао 35 година. У овом периоду објавио је преко 1.000 научних радова. Греј је одговоран за именовање великог броја врста, родова, потпородица и породица животиња.
Сарађивао је са истакнатим природњачким уметником Бенџамином Вотерхаусом Хокинсом у писању дела "Gleanings from the Menagerie at Knowsley", описавши врсте које су живеле у „Ноузли Холу“ крај Ливерпула, приватном поседу ерла од Дарбија.
Оженио се 1826. Маријом Емом Греј. Његова супруга је дала свој допринос у научном раду, пре свега својим цртежима. Греј је 1833. основао организацију која је касније постала Краљевско ентомолошко друштво Лондона.
Сахрањен је у Богородичној цркви у Луишаму. У његову част индијска барска чапља је добила научни (латински) назив Ardeola grayii.

## Први филателиста
Греј се интересовао и за поштанске марке. Истог дана када је пуштена у продају прва марка у свету 1. маја 1840, названа „Црни пени“, Греј је купио неколико примерака са намером да их чува у својој збирци. На овај начин постао је први филателиста у историји.

## Дела
- 1821 : "A natural arrangement of Mollusca, according to their internal structure." London Medical Repository 15 : 229–239.
- 1821 : "On the natural arrangement of Vertebrose Animals." London Medical Repository 15 : 296–310.
- 1824 : "A revision of the family Equidae." Zool. J. Lond. 1 : 241-248 pl. 9
- 1824 : "On the natural arrangement of the pulmonobranchous Mollusca." Annals of Philosophy, new series 8 : 107–109.
- 1825 : "A list and description of some species of shells not taken notice of by Lamarck." Annals of Philosophy (2)9: 407-415.
- 1825 : "An outline of an attempt at the disposition of the Mammalia into tribes and families with a list of the genera apparently appertaining to each tribe." Annals of Philosophy (ns) 10 : 337-344
- 1826 : "Vertebrata. Mammalia." (Appendix B in part). p. 412-415 in King, P.P. (ed.) Narrative of a Survey of the Intertropical and Western Coasts of Australia. Performed between the years 1818 and 1822. With an Appendix, containing various subjects relating to hydrography and natural history. London: J. Murray Vol. 2
- 1827 : "Synopsis of the species of the class Mammalia." p. 1-391 in Baron Cuvier The Animal Kingdom Arranged in Conformity with its Organization, by the Baron (G) Cuvier, with additional descriptions by Edward Griffith and others. (16 vols: 1827-1835). London: George B. Whittaker Vol. 5
- 1828 : "Spicilegia Zoologica, or original figures and short systematic descriptions of new and unfigured animals." Pt 1. London: Treuttel, Würtz & Co.
- 1829 : "An attempt to improve the natural arrangement of the genera of bat, from actual examination; with some observations on the development of their wings." Philos. Mag. (ns) 6 : 28-36
- 1830 : "A synopsis of the species of the class Reptilia." pp. 1-110 in Griffith, E. The animal kingdom arranged in conformity with its organisation by the Baron Cuvier. London: Whitaker and Treacher and Co. 9 : 481 + 110 p.
- 1830-1835 : "Illustrations of Indian zoology; chiefly selected from the collection of Major-General Hardwicke, F.R.S..." 20 parts in 2 volumes. Illus. Indian Zool.
- 1831 : "Description of twelve new genera of fish, discovered by Gen. Hardwicke, in India, the greater part in the British Museum." Zool. Misc.
- 1831 : "Descriptions of some new genera and species of bats." pp. 37-38 in Gray, J.E. (ed.) The Zoological Miscellany. To Be Continued Occasionally. Pt 1. London: Treuttel, Würtz & Co.
- 1832 : "Characters of a new genus of Mammalia, and of a new genus and two new species of lizards, from New Holland." Proc. Zool. Soc. Lond. 1832 : 39-40
- 1834 : "Characters of a new species of bat (Rhinolophus, Geoffr.) from New Holland." Proc. Zool. Soc. Lond. 1834 : 52-53
- 1837 : "Description of some new or little known Mammalia, principally in the British Museum Collection." Mag. Nat. Hist. (ns) 1 : 577-587
- 1838 : "A revision of the genera of bats (Vespertilionidae), and the description of some new genera and species." Mag. Zool. Bot. 2 : 483-505
- 1839 : "Descriptions of some Mammalia discovered in Cuba by W.S. MacLeay, Esq. With some account of their habits, extracted from Mr. MacLeay's notes." Ann. Nat. Hist. 4 : 1-7 pl. 1
- 1840 : "A Synopsis of the Genera and Species of the Class Hypostoma (Asterias, Linnaeus)." Ann. Mag. Nat. Hist., 6:275.
- 1840-10-16 : "Shells of molluscous animals." In: Synopsis of the contents of the British Museum, ed. 42: 105-152.
- 1840-11-04 : "Shells of molluscous animals." In: Synopsis of the contents of the British Museum, ed. 42, 2nd printing: 106-156.
- 1844: Catalogue of the tortoises, crocodiles, and amphisbænians, in the collection of the British Museum
- 1847-11 : "A list of genera of Recent Mollusca, their synonyma and types." Proceedings of the Zoological Society of London, 15: 129-182.
- 1849 : Catalogue of the Specimens of Snakes in the Collection of the British Museum. Trustees of the British Museum. London. xv + 125 pp.
- 1850 : Figures of molluscous animals selected from various authors. Etched for the use of students by M. E. Gray. Volume 4. Longman, Brown, Green & Longmans, London. iv+219 pp.
- 1855 : Catalogue of shield reptiles in the collection of the British Museum - Part 1, Testudinata (Tortoises)
- 1860-10 : "On the arrangement of the land pulmoniferous Mollusca into families." Annals and Magazine of Natural History, series 3, 6: 267-269.
- 1862 : A Hand Catalogue of Postage Stamps for the use of the Collector. London: Robert Hardwicke. Free download here.
- 1864 : "Revision of the species of Trionychidae found in Asia and Africa, with descriptions of some new species." Proc. Zool. Soc. London 1864: 76-98
- 1870 : Supplement to the catalogue of shield reptiles in the collection of the British Museum - Part 1, Testudinata (Tortoises)
- 1872 : Catalogue of shield reptiles in the collection of the British Museum - Part 2, Emydosaureans, Rhynchocephalia, and Amphisbaenians
- 1873 : "Notes on Chinese Mud-Tortoises (Trionychidae), with the Description of a new Species sent to the British Museum by Mr. Swinhoe, and Observations on the Male Organ of this Family." Annals and Magazine of Natural History, series 4, vol. XII, 1873. Pp. 156-161 and Plate V.

## Биномна номенклатура
- Стандардна скраћеница имена аутора J. E. Gray се користи за указивање на ову личност као аутора при навођењу научних назива животиња.
- Стандардна скраћеница имена аутора J.E.Gray се користи за указивање на ову личност као аутора при навођењу научних назива биљака.